# Кастальский, Александр Дмитриевич
Алекса́ндр Дми́триевич Каста́льский (16 [28] ноября 1856, Москва — 17 декабря 1926, там же) — русский и советский композитор, хоровой дирижёр, фольклорист, музыковед. Сын Дмитрия Ивановича Кастальского.

## Биография
Окончил Московскую консерваторию. Ученик П. И. Чайковского и С. И. Танеева (теоретич. предметы и композиция). С 1887 преподаватель Синодального училища, с 1910 его директор, в 1901—1910 регент Синодального хора. В 1911 году вместе с Ф. П. Степановым совершил гастроли по Европе.
 После революции 1917 вёл активную музыкально-просветительскую работу. С 1922 профессор Московской консерватории (12).
Духовная музыка составляет бо́льшую и лучшую часть творческого наследия Кастальского. Он сумел найти новый путь в развитии православной церковной музыки, сумел избежать искушения привнести законы светской музыки в нормы церковного искусства . Родившееся из церковных недр, искусство Кастальского отличалось сугубо певческим, а не инструментальным характером звуковедения и сопряжения партий, оно развивалось по законам храма, а не сцены. От роспевщиков древности Кастальский наследовал мелодику, тематику и дух их творчества, творческие принципы, основанные на нерасторжимости составных элементов храмового действа и определяющиеся задачами богослужения и церковным календарём. В обработках Кастальского знаменный распев был использован в значении музыкальной темы, подлежащей тематическому развитию, стал играть роль первоосновы музыкального языка, превратился в критерий стиля (5).
Б. В. Асафьев о Кастальском:
«В своих обработках культовых мелодий Кастальский, сперва инстинктивно, а потом глубого осознав сущность народного песенного и культового „роспевного“ искусства, стремился к тому, чтобы полифоническая ткань образовывалась из мелодического (горизонтального) поступательного и дыханием обусловленного движения. Живое звучание, а не механическая подстановка средних голосов в пространство между верхним и нижним голосом организует его музыку. Функции мелодические, а не гармонические представляют все голосоведение. Вокальная динамика управляет звучностью и приёмами формирования. <…> на Кастальского склонны были смотреть в кругах музыкантов, веровавших в незыблемые схемы немецкого хорального голосоведения, как на чудака и малокультурного композитора. Истина оказалась на его стороне, независимо от всего, благодаря конкретному факту: звучность его хоров всегда была лучше звучности хоровых произведений его отрицателей. Голосоведение же — вокально осмысленнее. Когда же из искусства Кастальского выросли великолепные циклические хоровые композиции Рахманинова („Литургия“ и особенно „Всенощная“), то сомнений уже не могло быть. Народился напевно-полифонический стиль, в котором богатейшее мелодическое наследие прошлого дало новые пышные всходы» (2, 16).
Ещё одна цитата из Асафьева:
«Каждое хоровое произведение Кастальского — это новая гамма звуко-света и звуко-тени, новый „тон“ — мягкий или мужественно-сильный, полный нежных переходов или четких, жестких очертаний, однокрасочный или роскошно-переливчатый, палестриновски сдержанный и величественный или в характере испанской школы: страстно-порывистый, густой и сочный, но никогда — истомленный. Искусство Кастальского не знает томлений и нервных изломов. Оно насквозь оптимистично, бодро. В скорби — сурово-сдержанное, в радости — светлое и полноцветное, яркое» (1, 8).
Римский-Корсаков Николай Андреевич  о Кастальском Глазунову Александру Константиновичу :

«Пока жив Александр Дмитриевич - жива русская музыка. Он владеет русским голосоведением и доведет свое уменье до высшего мастерства»

Почти каждое из духовных сочинений Кастальского существует в нескольких редакциях, возникновение которых обусловлено исполнительской практикой. Интерпретаторами хоров Кастальского были талантливые регенты Синодального хора — В. С. Орлов, Н. М. Данилин, Н.Голованов.
В 1916 году в оперном театре Зимина состоялась премьера оперы Кастальского «Клара Милич» по одноимённому произведению Тургенева.
После Октябрьской революции писал музыку, посвящённую героической советской действительности, в том числе хоровые сочинения «Гимн труду» (1923), «В. И. Ленину. У гроба» (для чтеца, хора и симфонического оркестра, 1924).
Точное число работ Кастальского не установлено. В начале XX века было опубликовано и перечислено в каталоге П. И. Юргенсона 73 духовных хора. В конце XX века исследователи располагали сведениями о 136 духовно-музыкальных сочинениях и переложениях Кастальского.

## Научный вклад
Как теоретик музыки, Кастальский специализировался в гармонии русской народной песни, особенно пристально — в последний, советский период своей жизни. Учёный настаивал на том, что звуковысотная система русской народной музыки самостоятельна, то есть независима от «школьно-композиторской практики» (по-видимому, следует понимать — независима от западноевропейской, классико-романтической практики композиции), что она «покоится на других, своих основаниях и в устройстве звукорядов и ладов, и распределении каденций, и ритмической свободы и её богатства, и расположении голосов, и гармонических созвучий, и манеры их соединения». При том, что Кастальский категорически отвергал самую идею западного влияния на русский музыкальный фольклор, он тем не менее анализировал тот же самый фольклор с применением категорий и терминов западноевропейской тональной гармонии, находя в русской народной песне «мажор с повышенной IV ступенью» (вместо лидийского), «минор с низкой II ступенью» (вместо фригийского) и т. п. Своё представление о «народной» музыкальной системе Кастальский стремился внедрить в преподавание, в виде особого курса «русской гармонии на народно-национальной основе».

## Память
Имя А. Д. Кастальского носит Московский мужской камерный хор «Кастальский» Архивная копия от 10 мая 2017 на Wayback Machine. Коллектив в 2004 году создал Алексей Рудневский.

## Творчество

### Музыка
- «По Грузии», 8 пьес для фортепиано на грузинские народные мелодии (1901): ноты
- «Песни к Родине» для смешанного хора (1901—1903): партитура
- «Литургия св. Иоанна Златоуста. Избранные песнопения для женского хора» (1905)
- «Из минувших веков. Опыт музыкальных реставраций» для фортепиано (1906—1914): тетрадь 1-я (Китай. Индия. Египет), тетрадь 2-я (Иудея. Эллада. На родине ислама), тетрадь 3-я (Христиане), тетрадь 4-я (Русь. Торжище в старину на Руси)
- «Пещное действо» для баса и смешанного хора (1909)
- «В память 1812 года», кантата (1911)
- «Триста лет», кантата (1912)
- «Чтение дьяком люду московскому послания патриарха Ермогена к тушинским изменникам в 1609 году», кантата (1913): партитура Архивная копия от 6 апреля 2018 на Wayback Machine
- «Братское поминовение», кантата (1915; 2-я ред.: 1916)
- «Вечная память героям. Избранные песнопения панихиды» для смешанного хора (1917, на материале 1-й ред. «Братского поминовения»)
- «Из патриаршего и архиерейского служения» для смешанного хора (1918)
- «Гимн труду» для смешанного хора (1923)
- «Деревенская симфония» для смешанного хора и оркестра (1923)
- «Сельские работы в народных песнях» для смешанного хора и оркестра народных инструментов (1924)
- «В. И. Ленину. У гроба» для чтеца, смешанного хора и оркестра (1924)

### Научное наследие и критика
- Народные празднования на Руси // Музыка, 1914, № 196.
- «Всенощное бдение» С. В. Рахманинова // Русское слово, 1915, № 54, 7 марта.
- О моей музыкальной карьере и мои мысли о церковной музыке Архивная копия от 29 сентября 2007 на Wayback Machine // Музыкальный современник, 1915, № 2.
- Особенности народно-русской музыкальной системы. М.-Пг., 1923; переиздание (с пересмотренным текстом) М., 1961.
- Основы народного многоголосия. Под ред. В. М. Беляева. М., 1948.
- Александр Кастальский. Статьи, материалы, воспоминания, переписка / Ред.-сост., автор вступ. статей и коммент. С. Г. Зверева. М., 2006 (подборка статей А. Д. Кастальского).